# Turniej o Srebrny Kask 1986
Turniej o Srebrny Kask 1986 w sporcie żużlowym – coroczny turniej żużlowy organizowany przez Polski Związek Motorowy. Dwudziesty pierwszy finał odbywał się w Zielonej Górze i Gorzowie Wielkopolskim. Ryszard Dołomisiewicz wygrał dwudniowy turniej.

## Wyniki

### Pierwszy finał
- 2 lipca 1986 r. (środa), Zielona Góra

| Msc. | Zawodnik                | Klub                  | Pkt  |               |  |
| ---- | ----------------------- | --------------------- | ---- | ------------- |  |
| 1    | Ryszard Dołomisiewicz   | Polonia Bydgoszcz     | 15   | (3,3,3,3,3)   |  |
| 2    | Piotr Świst             | Stal Gorzów Wlkp.     | 11+3 | (1,1,3,3,3)   |  |
| 3    | Krzysztof Ziarnik       | Polonia Bydgoszcz     | 11+2 | (3,2,1,2,3)   |  |
| 4    | Krzysztof Kuczwalski    | Apator Toruń          | 11+u | (2,0,3,3,3)   |  |
| 5    | Dariusz Rachwalik       | Włókniarz Częstochowa | 10   | (3,2,2,2,1)   |  |
| 6    | Zbigniew Krakowski      | Unia Leszno           | 9    | (2,0,3,2,2)   |  |
| 7    | Stefan Tietz            | Apator Toruń          | 8    | (1,3,2,d,2)   |  |
| 8    | Jacek Gomólski          | Start Gniezno         | 7    | (1,2,0,3,1)   |  |
| 9    | Sławomir Drabik         | Włókniarz Częstochowa | 6    | (2,1,0,1,2)   |  |
| 10   | Marek Molka             | Falubaz Zielona Góra  | 5    | (0,1,1,1,2)   |  |
| 11   | Janusz Sikoń            | ROW Rybnik            | 5    | (1,2,1,1,d)   |  |
| 12   | Dariusz Baliński        | Unia Leszno           | 3    | (3,u/-,-,-,-) |  |
| 13   | Piotr Glücklich         | Polonia Bydgoszcz     | 3    | (0,3,0,0,0)   |  |
| 14   | Piotr Laskowski         | Wybrzeże Gdańsk       | 3    | (0,1,0,1,1)   |  |
| 15   | Sławomir Dudek          | Falubaz Zielona Góra  | 2    | (2,w,-,-,-)   |  |
| 16   | Grzegorz Smoliński      | Start Gniezno         | 1    | (0,0,1,0,0)   |  |
|      | rez. Roman Lubera       | Stal Rzeszów          | 4    | (2,2)         |  |
|      | rez. Roman Twardosz     | Start Gniezno         | 0    | (0,0)         |  |
|      | rez. Ryszard Jasinowski | Falubaz Zielona Góra  | 6    | (3,2,1)       |  |
|      | Piotr Maćkiewicz        | Apator Toruń          |      |               |  |

### Drugi finał
- 3 lipca 1986 r. (czwartek), Gorzów Wielkopolski

| Msc. | Zawodnik              | Klub                  | Pkt |              |  |
| ---- | --------------------- | --------------------- | --- | ------------ |  |
| 1    | Piotr Świst           | Stal Gorzów Wlkp.     | 15  | (3,3,3,3,3)  |  |
| 2    | Ryszard Dołomisiewicz | Polonia Bydgoszcz     | 13  | (3,2,3,3,2)  |  |
| 3    | Sławomir Drabik       | Włókniarz Częstochowa | 10  | (3,d,2,2,3)  |  |
| 4    | Zbigniew Krakowski    | Unia Leszno           | 10  | (2,1,3,3,1)  |  |
| 5    | Piotr Glücklich       | Polonia Bydgoszcz     | 10  | (2,3,2,1,2)  |  |
| 6    | Stefan Tietz          | Apator Toruń          | 8   | (3,2,d,d,3)  |  |
| 7    | Krzysztof Kuczwalski  | Apator Toruń          | 8   | (1,1,3,1,2)  |  |
| 8    | Jacek Gomólski        | Start Gniezno         | 7   | (d,3,1,3,0)  |  |
| 9    | Marek Molka           | Falubaz Zielona Góra  | 7   | (1,3,2,w,1)  |  |
| 10   | Ryszard Jasinowski    | Falubaz Zielona Góra  | 7   | (2,2,d,2,1)  |  |
| 11   | Grzegorz Smoliński    | Start Gniezno         | 7   | (1,2,0,2,2)  |  |
| 12   | Krzysztof Ziarnik     | Polonia Bydgoszcz     | 6   | (2,0,1,2,1)  |  |
| 13   | Piotr Laskowski       | Wybrzeże Gdańsk       | 4   | (1,1,1,1,0)  |  |
| 14   | Dariusz Rachwalik     | Włókniarz Częstochowa | 3   | (0,1,2,0,0)  |  |
| 15   | Roman Lubera          | Stal Rzeszów          | 1   | (0,0,1,0,ns) |  |
| 16   | Janusz Sikoń          | ROW Rybnik            | 0   | (0,w,u,-,-)  |  |
|      | rez. Cezary Owiżyc    | Stal Gorzów Wlkp.     | 4   | (1,3)        |  |
|      | Dariusz Baliński      | Unia Leszno           |     |              |  |
|      | Sławomir Dudek        | Falubaz Zielona Góra  |     |              |  |
|      | Piotr Maćkiewicz      | Apator Toruń          |     |              |  |

### Klasyfikacja końcowa
| Msc. | Zawodnik              | Klub                  | Pkt  |         |  |
| ---- | --------------------- | --------------------- | ---- | ------- |  |
| 1    | Ryszard Dołomisiewicz | Polonia Bydgoszcz     | 28   | (15+13) |  |
| 2    | Piotr Świst           | Stal Gorzów Wlkp.     | 26   | (11+15) |  |
| 3    | Zbigniew Krakowski    | Unia Leszno           | 19+3 | (9+10)  |  |
| 4    | Krzysztof Kuczwalski  | Apator Toruń          | 19+2 | (11+8)  |  |
| 5    | Krzysztof Ziarnik     | Polonia Bydgoszcz     | 17   | (11+6)  |  |
| 6    | Sławomir Drabik       | Włókniarz Częstochowa | 16   | (6+10)  |  |
| 7    | Stefan Tietz          | Apator Toruń          | 16   | (8+8)   |  |
| 8    | Jacek Gomólski        | Start Gniezno         | 14   | (7+7)   |  |
| 9    | Piotr Glücklich       | Polonia Bydgoszcz     | 13   | (3+10)  |  |
| 10   | Dariusz Rachwalik     | Włókniarz Częstochowa | 13   | (10+3)  |  |
| 11   | Marek Molka           | Falubaz Zielona Góra  | 12   | (5+7)   |  |
| 12   | Grzegorz Smoliński    | Start Gniezno         | 8    | (1+7)   |  |
| 13   | Piotr Laskowski       | Wybrzeże Gdańsk       | 7    | (3+4)   |  |
| 14   | Ryszard Jasinowski    | Falubaz Zielona Góra  | 7    | (pk6+7) |  |
| 15   | Janusz Sikoń          | ROW Rybnik            | 4    | (4+0)   |  |
| 16   | Dariusz Baliński      | Unia Leszno           | 3    | (3+-)   |  |
| 17   | Sławomir Dudek        | Falubaz Zielona Góra  | 2    | (2+-)   |  |
| 18   | Roman Lubera          | Stal Rzeszów          | 1    | (pk4+1) |  |
| pk   | Cezary Owiżyc         | Stal Gorzów Wlkp.     | -    | (-+pk4) |  |
| pk   | Roman Twardosz        | Start Gniezno         | -    | (pk0+-) |  |
|      | Piotr Maćkiewicz      | Apator Toruń          |      |         |  |